# 5058 Тарреґа
5058 Тарреґа (5058 Tarrega) — астероїд головного поясу, відкритий 28 липня 1987 року.
Тіссеранів параметр щодо Юпітера — 3,579.